# ناحیه لامو
ناحیه لامو (به لاتین: Lamwo District) یک منطقهٔ مسکونی در اوگاندا است که در استان شمالی، اوگاندا واقع شده‌است. ناحیه لامو ۵٬۵۹۵٫۸ کیلومتر مربع مساحت و ۱۷۱٬۳۰۰ نفر جمعیت دارد و ۱٬۱۰۰ متر بالاتر از سطح دریا واقع شده‌است.